# Giorgio Ronconi
Giorgio Ronconi (Milà, 6 d'agost de 1810 - Madrid, 8 de gener de 1890) fou un baríton italià.
Malgrat que el seu pare (Domenico Ronconi) també era cantant d'òpera (tenor), la seva família primerament el volia dedicar a la carrera militar; però Ronconi havia somniat amb la vida de cantant, les ovacions entusiastes i una marxa triomfal a través de tots els escenaris del món líric. Fou artista, i amb les lliçons del mestre Patrici i la seva decidida vocació i incansable tossuderia, el portaren a assolir el seu propòsit, debutant a París el 1831 amb l'òpera La straniera, i en pocs temps adquirí un nom il·lustre en el món artístic.
Des d'aquell moment la vida de Ronconi fou una sèrie inacabable de triomfs a Lucia, María di Rohan, Barbiere, Puritani, Nabucco i tantes altres obres en les que compartí els triomfs amb Alboni i la Persiani, Lablache i tantes altres notabilitats, així com una gira triomfal que va fer per Espanya els anys quaranta junt amb les sopranos Carlotta Cattinari, Caroline Unger i el tenor Napoleone Moriani. Dotat d'una bella veu de baríton, admirable en els tipus dramàtics i senes rival en els de caràcter buf, Ronconi com molts de la seva tessitura, arrabassà molts anys al públic en l'escena, i quan l'edat li dificultà aquells triomfs es consagrà a l'ensenyança, formant excel·lents deixebles a l'Havana, primer, i més tard en l'Escola Nacional de Música i Declamació.
Ronconi es va casar amb la soprano Elguerra Giannoni. El seu germà Sebastiano Ronconi (1814 - 1900) va ser també baríton, i va tenir una reeixida carrera a Europa i Amèrica.